# Pedro Botelho
Pedro Roberto da Silva Botelho, conocido como Pedro Botelho es un futbolista brasileño nacido el 14 de diciembre de 1989 en Brasil. Actualmente juega en el Rio Branco FC. Puede jugar de lateral o de interior izquierdo.

## Trayectoria

### Arsenal
En julio de 2007, un acuerdo entre el Arsenal y el Figueirense llevan a Pedro Botelho al Emirates Stadium. Fue inmediatamente cedido por el Arsenal a la UD Salamanca de la segunda división española por el resto de la temporada debido al hecho de que necesitaba un permiso de trabajo para jugar en Inglaterra.

### U. D. Salamanca
Llega a España tras el acuerdo firmado con el Arsenal por el cual el equipo londinense cede al club español a sus jugadores extracomunitarios para que obtengan la nacionalidad española y dejen de ocupar plaza extracomuntaria cuando regresen al club del Emirates Stadium. Fruto de este convenio fue la llegada de Carlos Vela En la primera temporada en el club charro no debuta hasta enero con el 20 a la espalda tras un problema burocrático, esto le hace entrar más tarde en los esquemas de Juan Ignacio Martínez. En la segunda temporada, aunque no empieza como titular, se gana la titularidad. En esta temporada una escapada a Madrid para ver el Real Madrid - Juventus de la Liga de Campeones de la UEFA hace que le sancionen con 3000€. También fue apartado del equipo tras saltarse el código interno del vestuario, pero tras sus disculpas, al día siguiente vuelve a entrenarse. Su entrenador, David Amaral, dice que estos errores son fruto de su juventud. En junio de 2009, el técnico David Amaral lo aparta definitivamente del equipo, tras negarse a quedarse corriendo después de entrenar, por lo que la Unión Deportiva Salamanca y el Arsenal de mutuo acuerdo rescinden la cesión.

### Celta de Vigo
Tras sus problemas con el Salamanca, Botelho fue cedido por el Arsenal al Celta en el mercado de verano. Disputó 27 partidos alternando las posiciones de extremo izquierdo y lateral, donde habitualmente era suplente por detrás de Roberto Lago.
Sus problemas no cesaron en el club celeste, ya que protagonizó diversos incidentes, desde peleas sus compañeros Oriol Riera y Gastón Cellerino  hasta enfrentamientos con el entrenador Eusebio Sacristán . Por estos motivos el Celta decidió no prorrogar su cesión, y el 30 de junio de 2010 Botelho volvió al Arsenal F.C.

### F. C. Cartagena
En verano de 2010, el Arsenal vuelve a conceder la cesión de Botelho a un equipo español de Segunda División, el FC Cartagena. Debutó en la primera jornada contra el Xerez CD anotando su primer gol como cartagenero. Allí se convierte en un jugador crucial gracias a sus rápidas jugadas por la banda y su agilidad, aceleración y velocidad. Lucha por los play off de ascenso a Primera División, si bien un bajón en las últimas jornadas hacen que el equipo no pueda disputar estas eliminatorias.
Finaliza su etapa en el equipo departamental disputando 39 partidos y marcando 4 goles.

### Rayo Vallecano
Continuando con los problemas que genera este jugador en cada club en el que aterriza, es detenido en Madrid el 16 de enero de 2012 debido a un accidente con un vehículo de la policía, motivo por el cual, le fue practicado un control de alcoholemia, dando positivo en el mismo. Tras este incidente, rescinde contrato con el club madrileño tras jugar 11 partidos, marcar 1 gol y dar 1 asistencia.

### Levante U. D.
Con los problemas con su actual club, rescinden la cesión y llegaría al club Granota hasta final de temporada. Sus incidentes vuelven a traer problemas. Botelho se escapó de la concentración del Levante en Madrid, llegando a no desplazarse con sus compañeros a Valencia. El club le abre un expediente disciplinario y lo dejó fuera de la convocatoria en el partido contra el Rayo Vallecano. El Consejo de Administración del Levante U.D, decidió imponer una sanción de 15.000 euros.

## Clubes
| Club                              | País       | Año         |
| --------------------------------- | ---------- | ----------- |
| Figueirense F. C.                 | Brasil     | 2005-2007   |
| Arsenal F. C.                     | Inglaterra | 2007        |
| U. D. Salamanca (Cedido)          | España     | 2007-2009   |
| R. C. Celta de Vigo (Cedido)      | España     | 2009-2010   |
| F. C. Cartagena (Cedido)          | España     | 2010 - 2011 |
| Rayo Vallecano de Madrid (Cedido) | España     | 2011        |
| Levante U. D. (Cedido)            | España     | 2012        |
| Clube Atlético Paranaense         | Brasil     | 2012-       |